# Elaphocera phungae
Elaphocera phungae är en skalbaggsart som beskrevs av Baraud 1987. Elaphocera phungae ingår i släktet Elaphocera och familjen Melolonthidae. Inga underarter finns listade i Catalogue of Life.